# Trioceros affinis
Trioceros affinis (Rüppel, 1845) è un sauro della famiglia Chamaeleonidae endemico dell'Etiopia.

## Biologia
È una specie ovovivipara. Il periodo di gestazione è di 3-5 mesi, al termine dei quali la femmina dà alla luce sino a 20 piccoli già formati.

## Distribuzione e habitat
Trioceros affinis è endemico dell'altipiano centrale dell'Etiopia; è la specie del genere Trioceros con l'areale più settentrionale.
Vive ad altitudini comprese tra 1.900 e 3.100 m s.l.m., prediligendo isolate aree di foresta e boscaglia ma adattandosi anche ad habitat antropizzati.